# Bisdom Gibraltar in Europa
Het bisdom Gibraltar in Europa, kortweg bisdom in Europa (Engels: Diocese (of Gibraltar) in Europe) is een anglicaans bisdom met zetel in Gibraltar. Geografisch gezien is dit het grootste bisdom van de Kerk van Engeland, aangezien het zowat een zesde van het aardoppervlak overziet: Europa (met uitzondering van de Britse Eilanden), Marokko, Turkije en het grondgebied van de voormalige Sovjet-Unie.
Als zetel van het bisdom fungeert de Kathedraal van de Heilige Drie-eenheid in Gibraltar. Het bisdom wordt geleid door de bisschop in Europa, bijgestaan door de suffragaanbisschop in Europa. De huidige bisschop is Robert Innes, die werd ingewijd in de kathedraal van Canterbury op 20 juli 2014. Hij zal verblijven te Brussel. Innes volgt Geoffrey Rowell op, die ingewijd werd in de kathedraal van Gibraltar op 1 november 2001. De huidige suffragaanbisschop is David Hamid, die tot bisschop gewijd werd op 17 oktober 2002. Er zijn twee prokathedralen: de Sint-Pauluskathedraal van Valletta, op Malta, en de Heilige-Drievuldigheidskathedraal van Elsene.
Het bisdom maakt deel uit van de kerkprovincie Canterbury. Het bisdom Gibraltar werd ingesteld op 29 september 1842 en was destijds verantwoordelijk voor alle anglicaanse vicariaten van Portugal tot aan de Kaspische Zee. Op 30 juni 1980 werd het bisdom Gibraltar samengevoegd met de jurisdictie van Noord- en Centraal-Europa (tot dan toe bekleed door de bisschop van Londen via de suffragaanbisschop van Fulham) en hernoemd tot het bisdom Gibraltar in Europa. Het is verdeeld in zeven aartsdiakonaten.

## Aartsdiakonaten
- Aartsdiakonaat van het Oosten, bestaande uit: Albanië, Armenië, Azerbeidzjan, Bosnië en Herzegovina, Bulgarije, , Georgië, Griekenland, Hongarije, Kosovo, Kroatië, Macedonië, Moldavië, Mongolië, Montenegro, Oekraïne, Oezbekistan, Oostenrijk, Polen, Roemenië, Rusland, Servië, Slovakije, Slovenië, Tsjechië Turkije, Turkmenistan en Wit-Rusland. De aartsdiaken verblijft in Wenen. Hij wordt bijgestaan door twee dekens, één in Athene en één in Moskou.
- Aartsdiakonaat Frankrijk (Monaco incluis). De aartsdiaken verblijft in Nice.
- Aartsdiakonaat Gibraltar, bestaande uit: Andorra, Gibraltar, Marokko, Portugal en Spanje. De aartsdiaken verblijft in Fuengirola (Spanje).
- Aartsdiakonaat Duitsland en Noord-Europa, bestaande uit: Denemarken, Estland, Finland, Duitsland, IJsland, Letland, Litouwen, Noorwegen en Zweden. De aartsdiaken verblijft in Kopenhagen. Hij wordt bijgestaan door twee dekens.
- Aartsdiakonaat Italië en Malta. De aartsdiaken verblijft in Rome.
- Aartsdekenaat Noordwest-Europa, bestaande uit: België, Luxemburg en Nederland. De aartsdiaken verblijft in Utrecht.
- Aartsdiakonaat Zwitserland. De aartsdiaken verblijft in Bern.

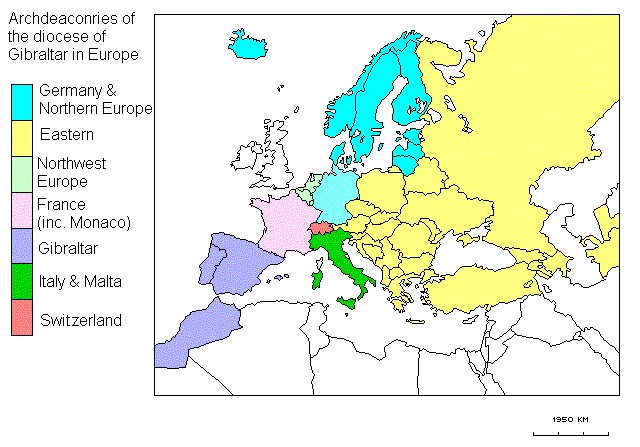
Een kaart van het bisdom Gibraltar in Europa. De aartsdiakonaten worden aangeduid in kleuren.